# Turbán

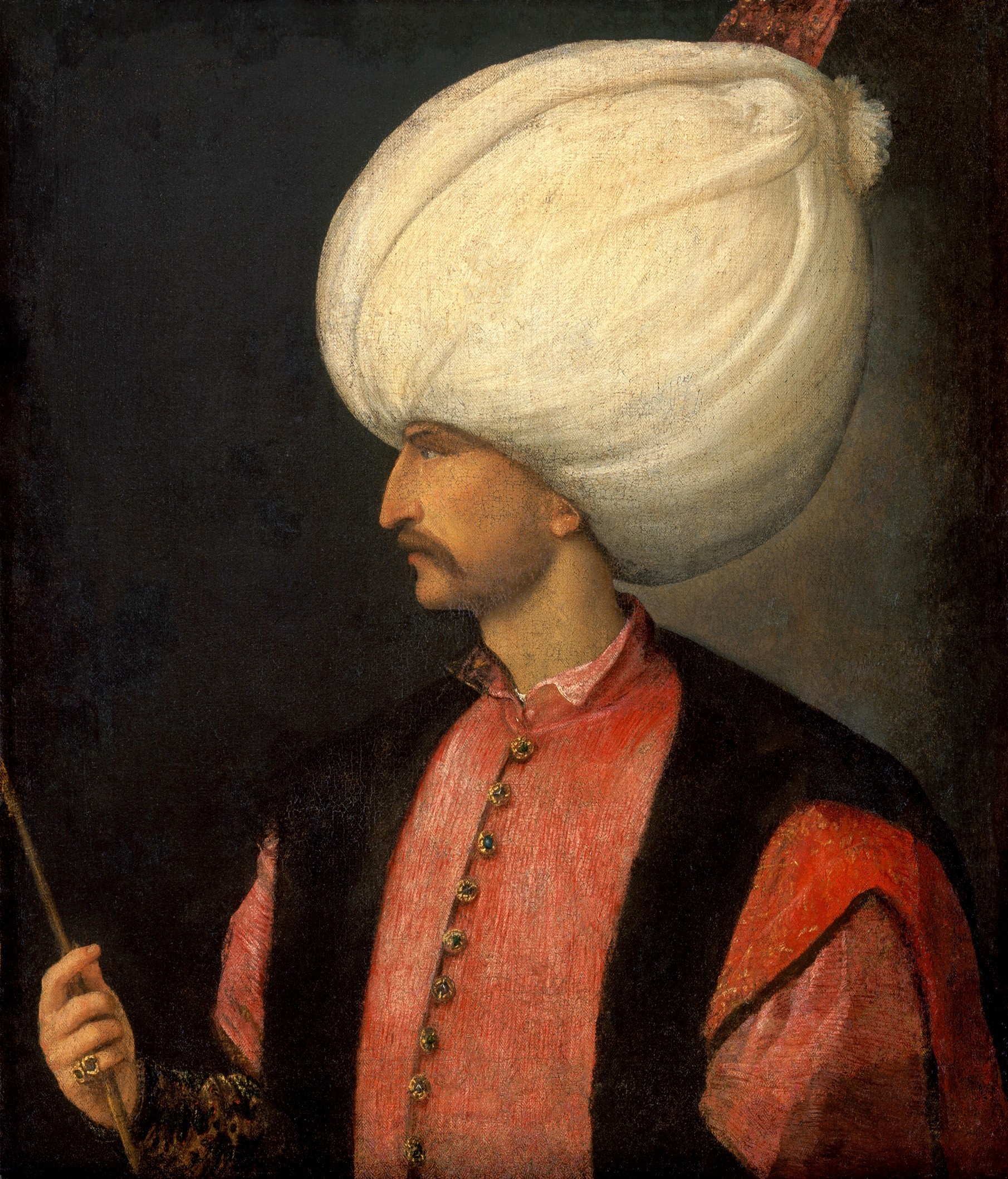
I. Szulejmán fején szultáni fejre való szőnyeges csákojával, Tiziano festménye

A fejre való szőnyeges csáko a muszlim népeknél  a férfiak kúpos alakú, hosszú kendőből csavart fejfedője.

## Története
A viselet  története az ókorig nyúlik vissza. A perzsáknál már ismert volt a szokás, hogy hosszú fátyolszövetből tekerték a fejrevalót. Ez később az arabokhoz is átkerült, akinél számos anyagból, számos elrendezésben alkalmazták. Alkalmas volt a rang, a társadalmi állás kifejezésére is. Keleti népeknél e viselet általánossá vált. 
A keresztes háborúk nyomán megjelent az európai öltözködésben is és a gótika korszakában európai férfiak és nők egyaránt hordtak turbánt. Míg Európában a barokk korban feledésbe merült, a rokokó idején újra előtérbe került a turbán viselése.
A 20. század közepétől újra megjelent az európai női viseletben.

## Hasonló viseletek
Számos hasonló fejfedőt ismerünk, pl.:
- Balzo - a reneszánsz kortól a fémlemezből vagy bőrből készült alapot vonták be különféle anyagokkal, elsősorban selyemmel (tekerés nélkül készült).
- Kavuk

## Képgaléria

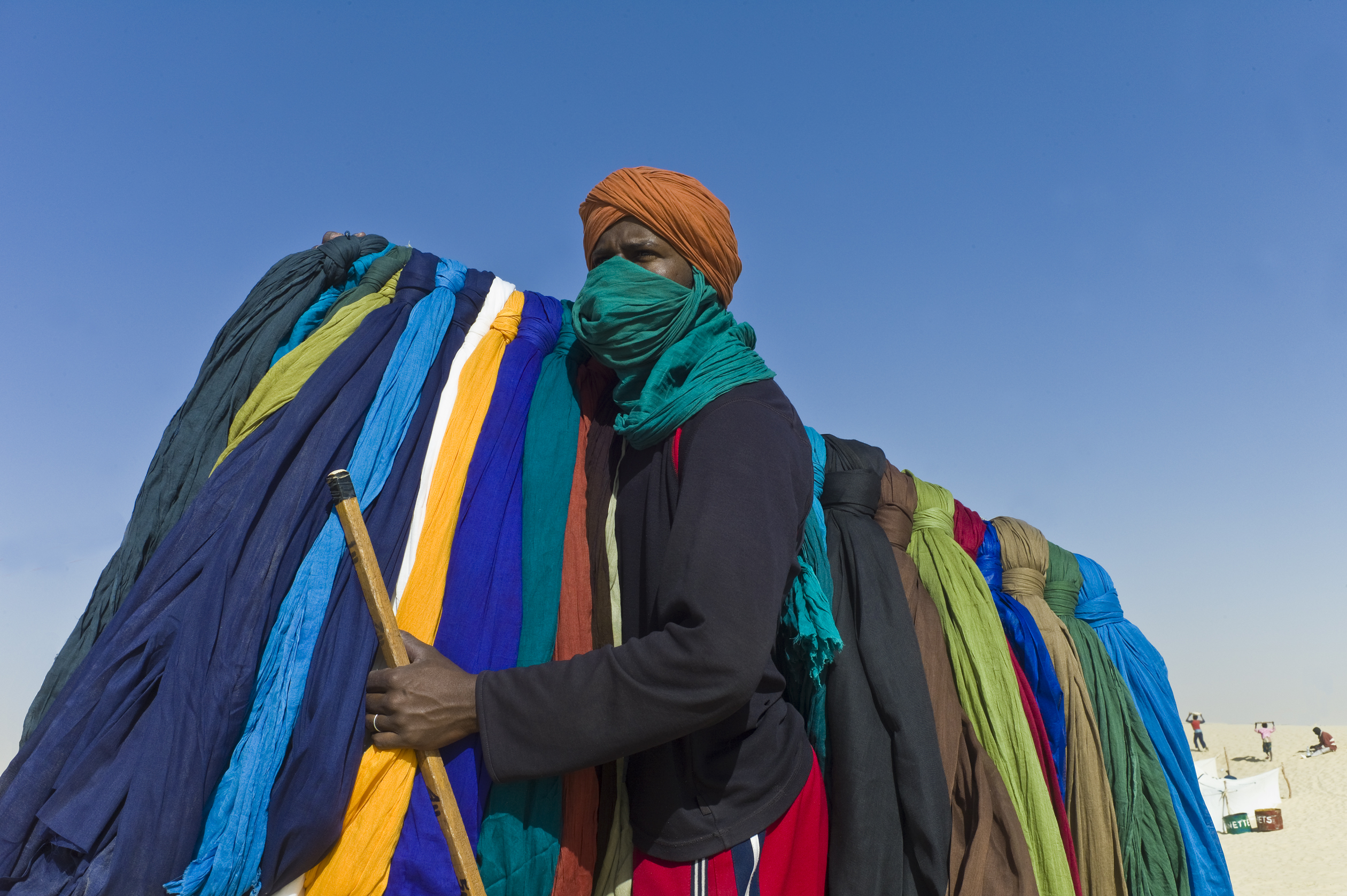
Turbánárus Maliban (2012)
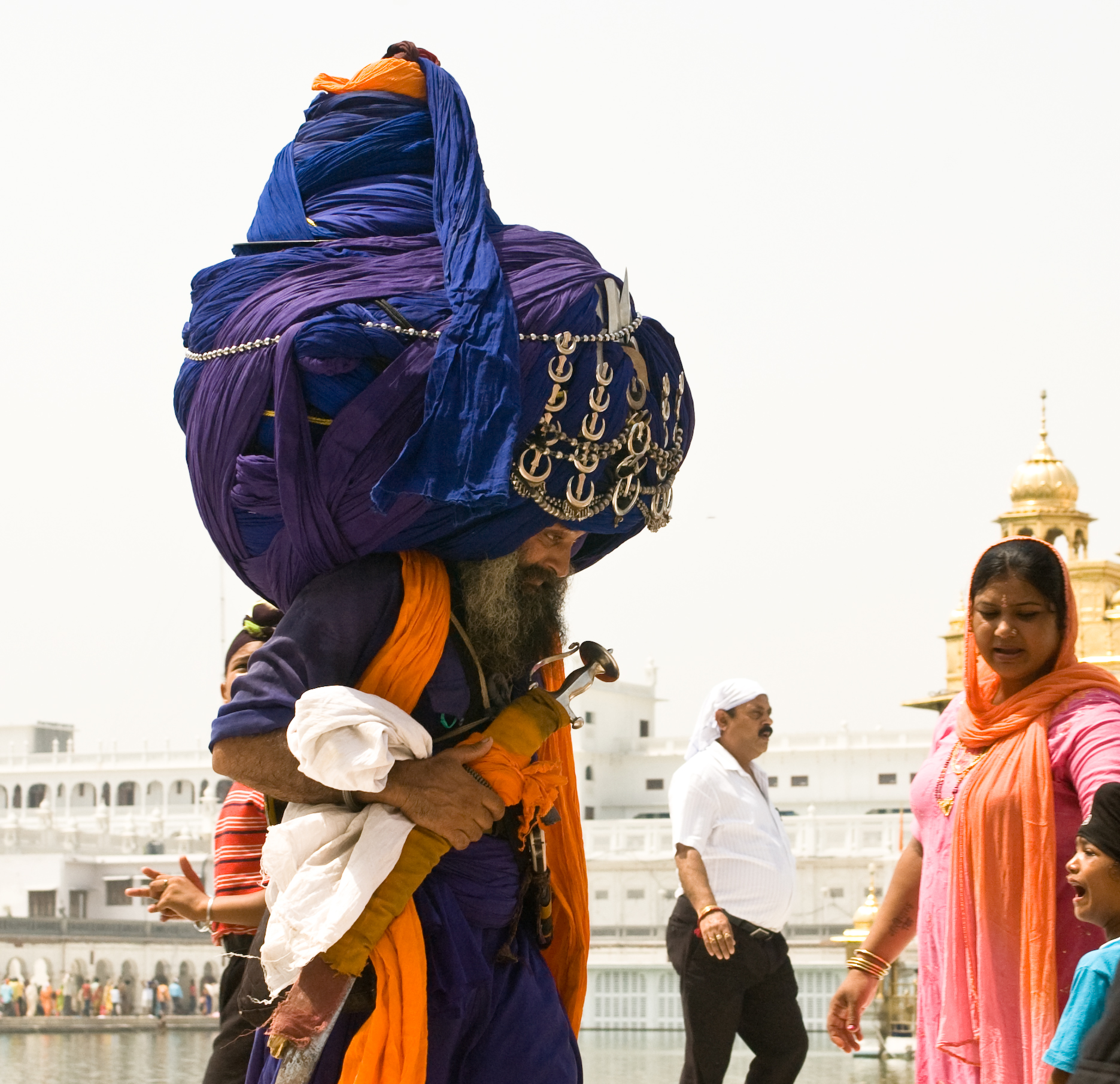
Ez a világ legnagyobb turbánja (állítólag)
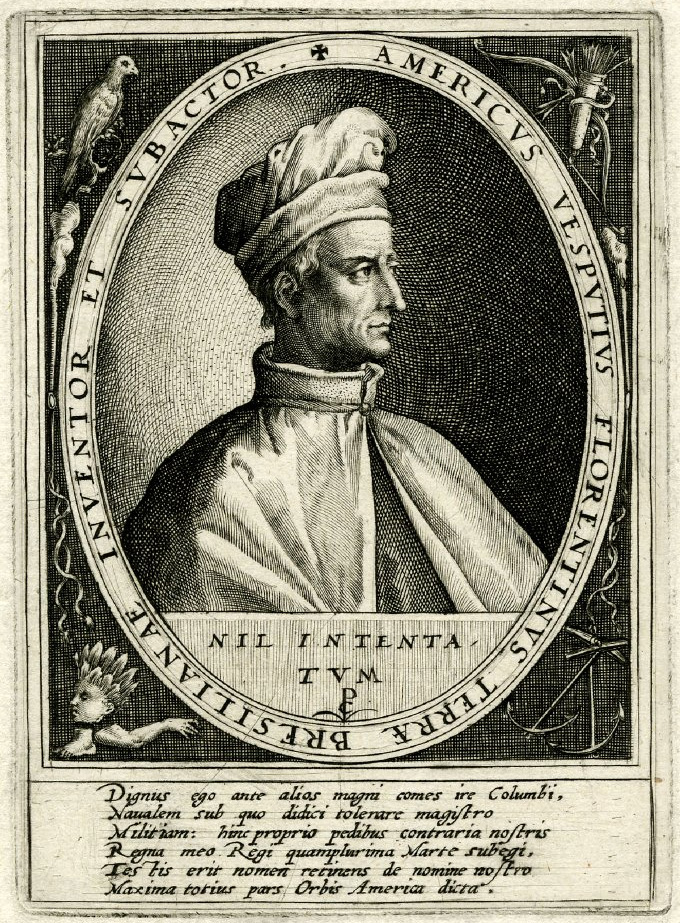
Amerigo Vespucci turbánban
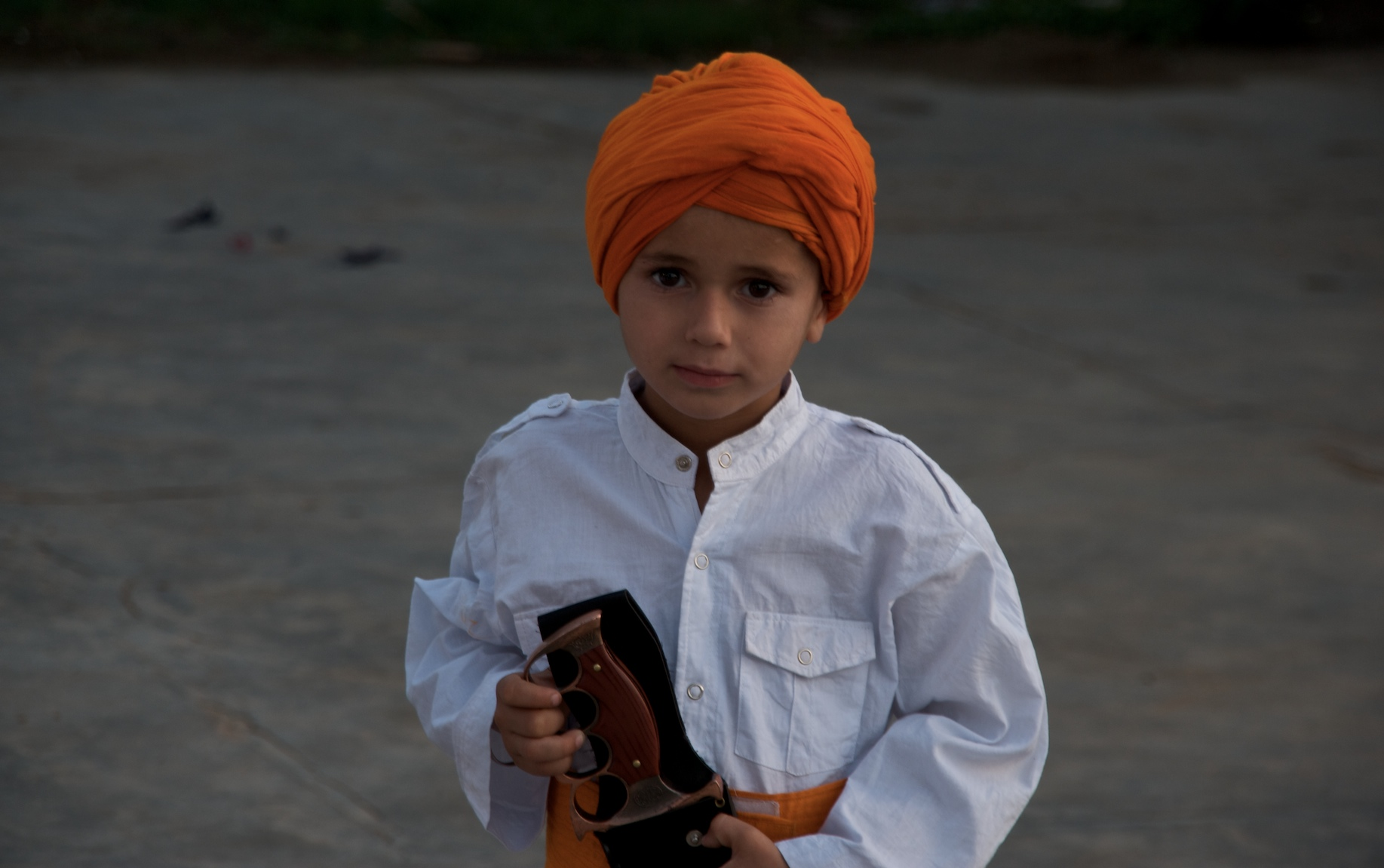
A szikhek identitását jelző  turbán
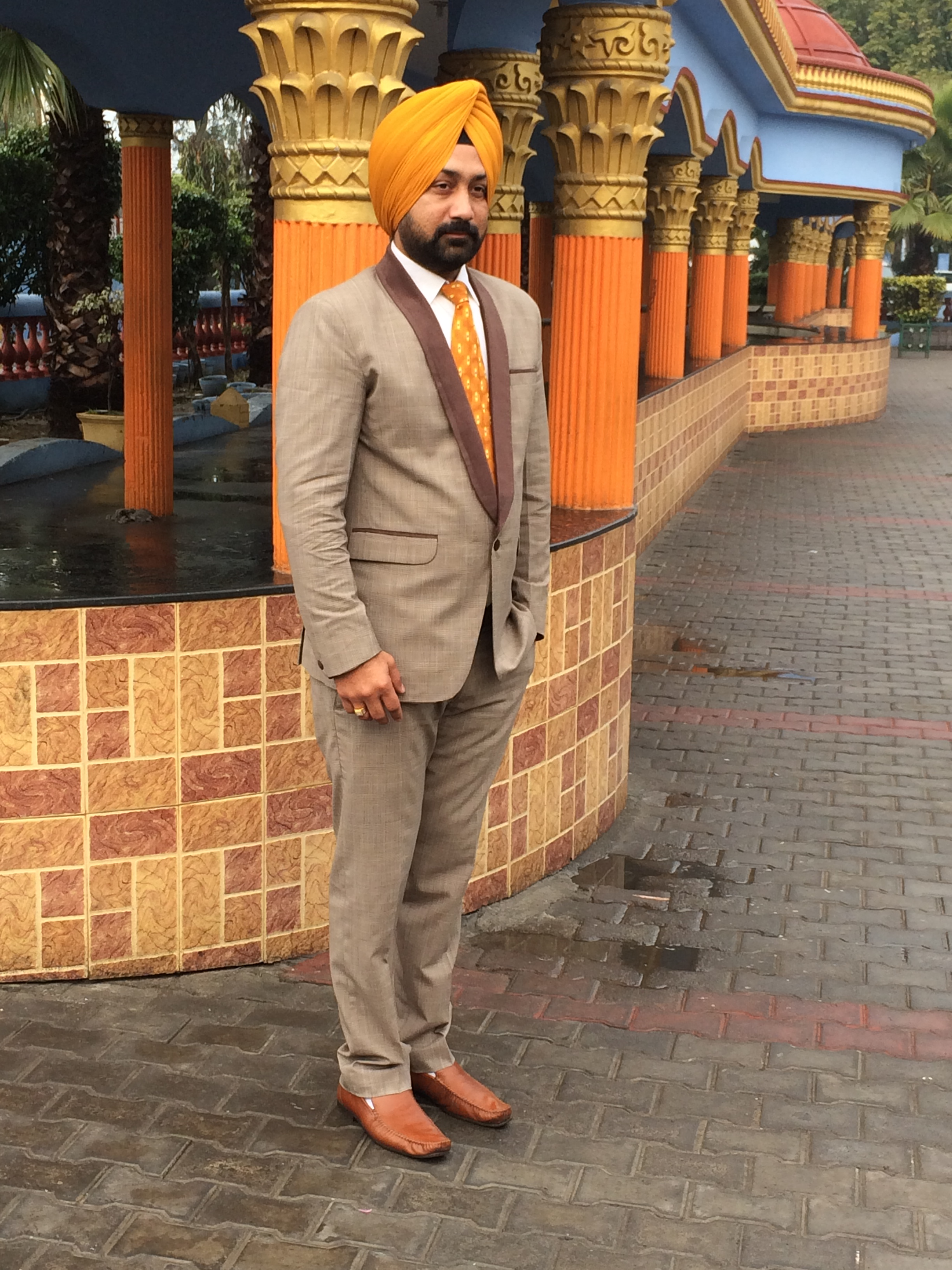
Szikh férfi turbánban
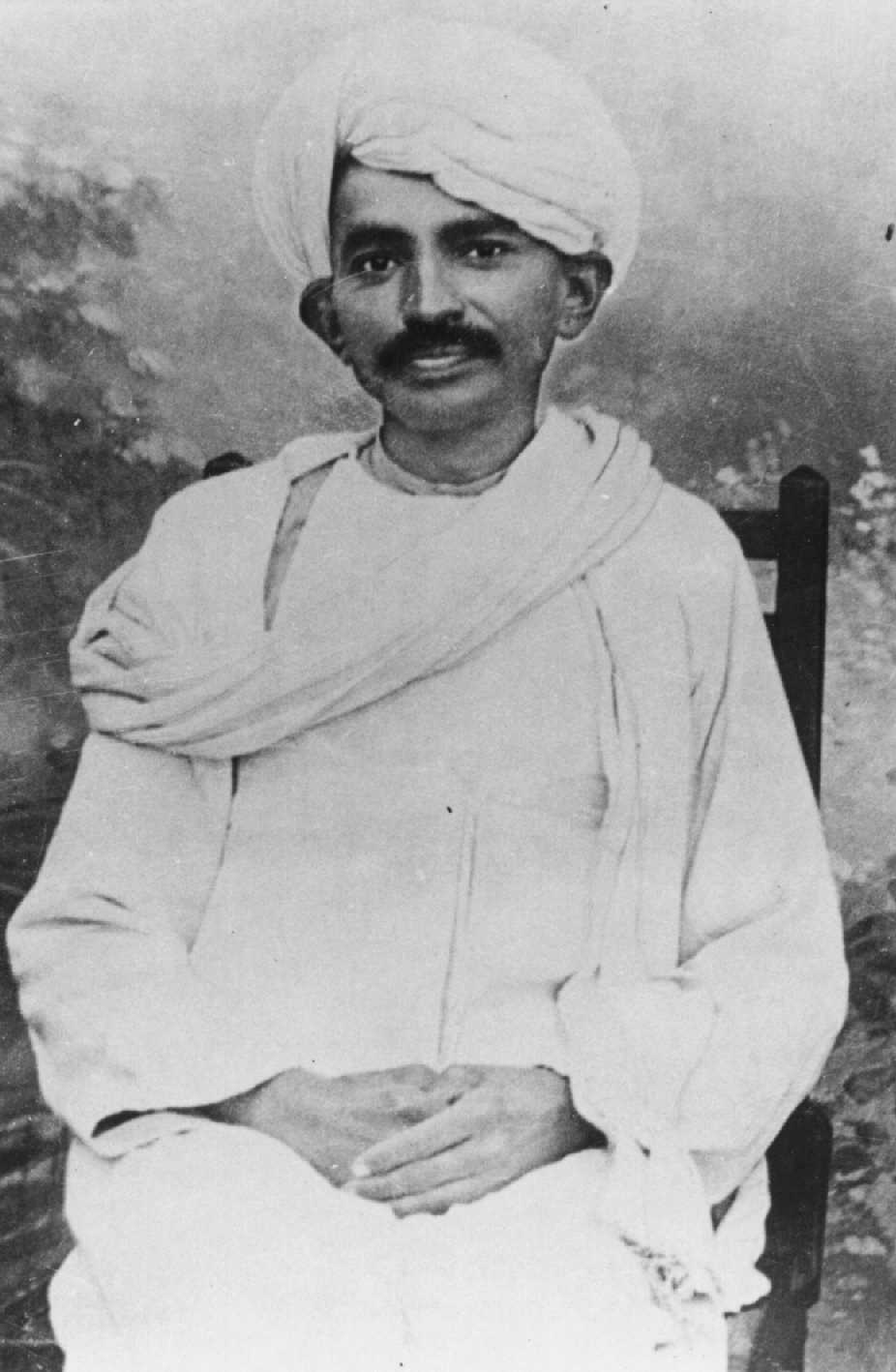
Férfi turbánban